# (37218) 2000 WE137
2000 WE137 (asteroide 37218) é um asteroide da cintura principal. Possui uma excentricidade de 0.03935980 e uma inclinação de 17.11478º.
Este asteroide foi descoberto no dia 20 de novembro de 2000 por LONEOS em Anderson Mesa.